# Супруги А-Фу
«Супруги А-Фу» (вьет. Vợ chồng A-Phủ) — художественный фильм Северного Вьетнама, вьетнамского режиссёра Май Лока. В СССР был в прокате с 1963 года под названием «Младшая жена».
Фильм снят по мотивам одноимённого рассказа известного вьетнамского писателя То Хоая.

## Сюжет
Августовская революция 1945 года освободила простой народ Вьетнама от ига богатых угнетателей и колониальных властей. В результате восстания, коммунистами было провозглашено создание Демократической Республики Вьетнам. Однако, французы после окончания Второй мировой войны решили восстановить своё господство и старые порядки в Индокитае. В ходе начавшейся Первой Индокитайской войны, французы для борьбы с национально-освободительным движением «Вьетминь» пытались опираться на национальные меньшинства и на поддержку вождей горных племён Вьетнама.
1952 год. Северо-западный Вьетнам. Девушка Ми из горского народа мяо была отдана за долги в жены сыну богатого старосты. Рабской и беспросветной была её жизнь с нелюбимым жестоким мужем. Наряду с другими женами она работала с утра до ночи. А на самом деле Ми любила бедного, но свободолюбивого парня А-Фу. Но под властью жестокого старосты они даже и не смели мечтать о том, чтобы быть вместе. Не в силах больше терпеть унижения и издевательства, Ми и А-Фу совершают побег, чтобы присоединиться к местным партизанам. За ними устраивают погоню и Ми попадает в руки преследователей. Но парню А-Фу всё же удаётся бежать к партизанам. Осенью 1952 года регулярные части Вьетнамской Народной армии при поддержке партизан начинают военные действия по освобождению горных районов Вьетнама. Местные угнетатели и французские колонизаторы побеждены, и девушка Ми и парень А-фу могут наконец-то быть вместе и стать законной супружеской парой А-Фу.

## В ролях
| Актёр      | Роль   |
| ---------- | ------ |
| Дык Хоан   | Ми     |
| Чан Фыонг  | А-Фу   |
| Чинь Тхинь | А-Шинь |

## Награды
- В 1973 году — «Серебряный Лотос» на 2-м Вьетнамском кинофестивале в Ханое.

## Дополнительные факты
- В КНР фильм был дублирован в 1962 году[3].
- Во Вьетнаме существует балетный спектакль «Супруги А-Фу»[4].